# Page tapis

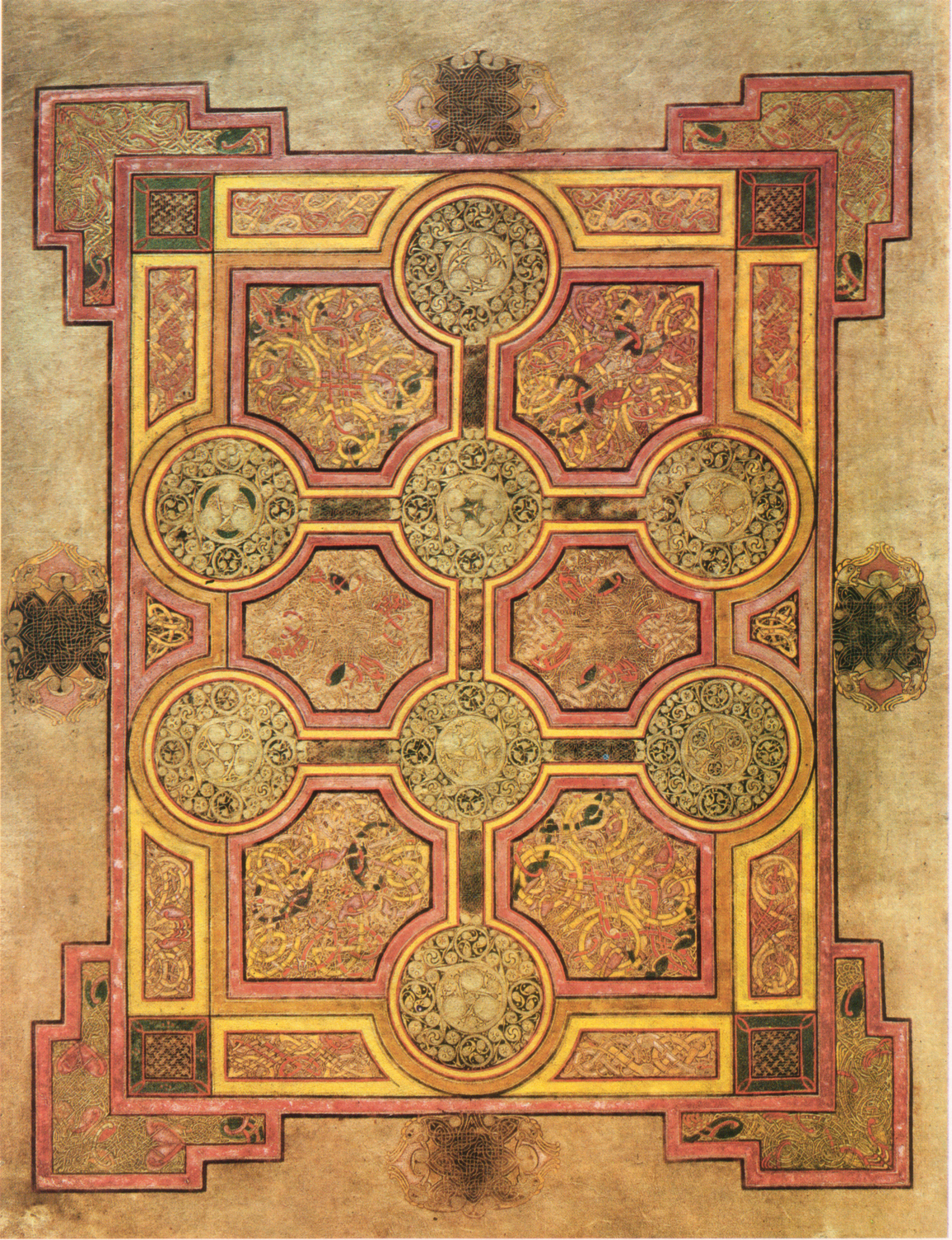
Page tapis du Livre de Kells, f.33r

Une page tapis est un type d'enluminure abstraite couvrant la totalité ou une grande partie d'une page sous la forme de décorations abstraites composées à la manière d'un tapis. Ce type d'enluminure se retrouve aussi bien dans les manuscrits insulaires, les manuscrits judaïques ou islamiques.  

## Différents types de pages tapis

### Le «Sarloh» (en turc, "frontispice enluminé")
Présenté sur une double-page, ce frontispice enluminé formait le prologue d'un texte. Elle fut créée pour illustrer et accompagner les poèmes épiques en persan, tel que le Khamseh (Quintette) de Nizami ou le Shāhnāmah (Livre des rois) de Firdawsi. Il est également possible qu'il ait été conçu pour encadrer des pages d'introduction. La disposition n'est pas composée de la même manière que la première page du Coran qui est constituée d'un médaillon central utilisé pour le premier chapitre, intitulé al-Fatiha (le prologue). La palette de couleurs de ces pièces est plus claire et met témoignent des innovations de couleurs des frontispices enluminés après la disparition du style timouride.

### Dans le Coran

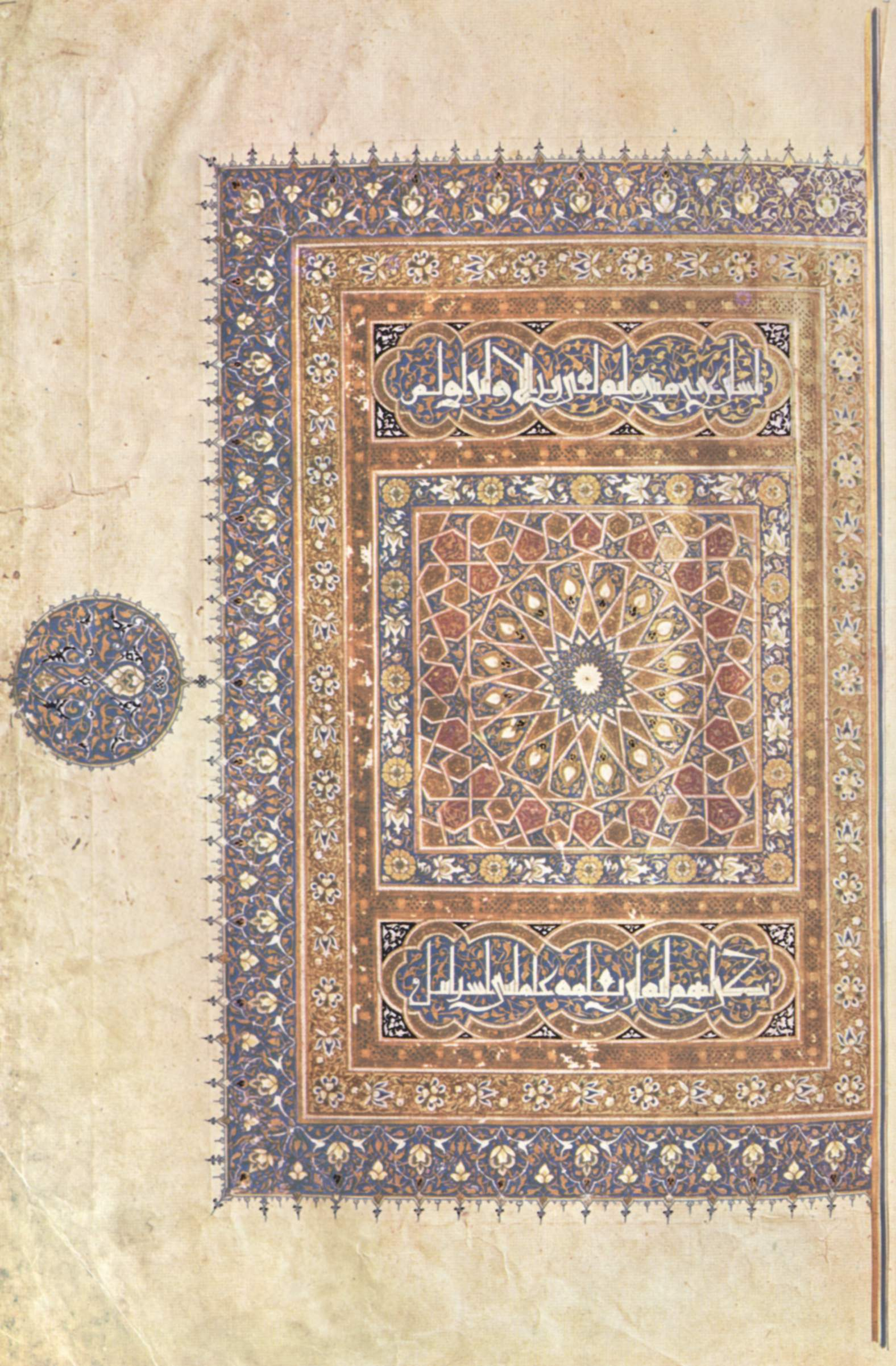
Page-tapis d'un Coran, vers 1368-1388

Les "pages-tapis" sont les deux pages enluminées sur lesquelles s'ouvre et se clôt la lecture du Coran. La même composition géométrique s'y développe autour d’une étoile centrale à huit branches. Dans certaines pages, certains motifs comme les formes végétales et circulaires rappellent les ornements des corans anciens ou le polygone étoilé que l'on retrouve fréquemment dans l'artisanat du cuir ou du bois au Maghreb.

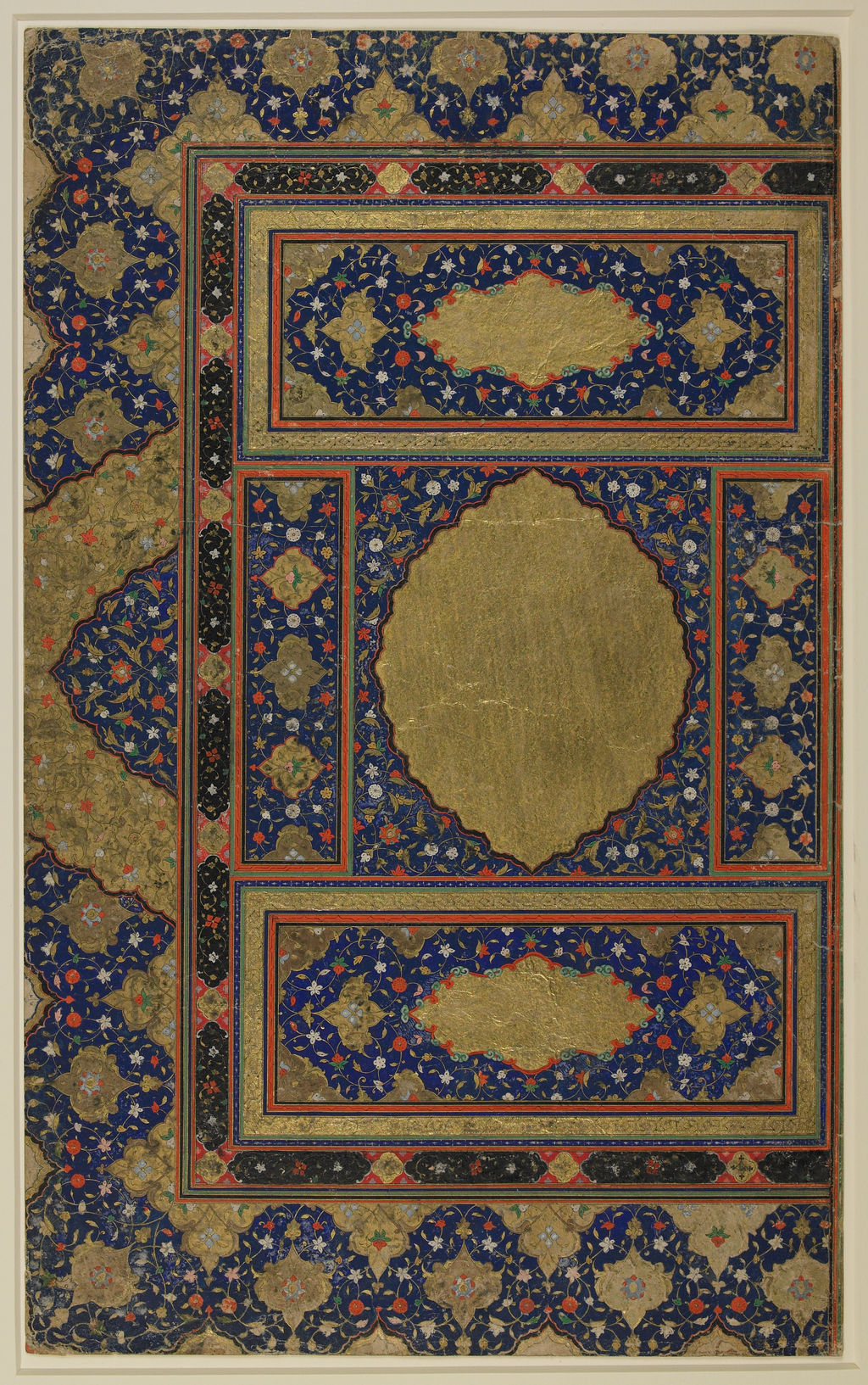
Frontispice enluminé, entre 1500 et 1550

L'art du livre en Islam est réalisé avec beaucoup d'importance et de minutie, tant à travers la calligraphie, les enluminures et la reliure, notamment pour les livres du Coran. Ceux-ci ne comportent jamais de peintures figuratives car la représentation de Dieu y est interdite. Les formes sont uniquement géométriques et végétales.